# Écouché
Écouché är en kommun i departementet Orne i regionen Normandie i nordvästra Frankrike. Kommunen ligger i kantonen Écouché som tillhör arrondissementet Argentan. År 2018 hade Écouché 1 268 invånare.

## Befolkningsutveckling
Antalet invånare i kommunen Écouché
| Referens: INSEE |